# قرار مجلس الأمن التابع للأمم المتحدة رقم 217
قرار مجلس الأمن التابع للأمم المتحدة رقم 217، الذي اتخذ بالإجماع في 20 نوفمبر 1965، قرر أن الوضع الناتج عن إعلان الاستقلال من جانب واحد كان خطيراً للغاية وأنه يجب على حكومة المملكة المتحدة وضع حد له لأنه يشكل تهديدًا على السلام والأمن الدوليين. كما دعا المجلس الدول إلى عدم الاعتراف بما تعتبره «السلطة غير القانونية» أو التمتع بعلاقات دبلوماسية معها. كما طلبت من جميع الدول الامتناع عن العلاقات الاقتصادية مع روديسيا.
اعتمد القرار بأغلبية عشرة أصوات. امتنعت فرنسا عن التصويت.
اعتراض جوانا الخامس كان إجراء قامت به البحرية البريطانية دورية بيرا وفقًا لهذا القرار في 4 أبريل. ولكن ثبت أن هذا الإجراء غير فعال، ثم تم تبني قرار مجلس الأمن رقم 221 في 9 أبريل لمنح المزيد من السلطات لدورية بيرا.

## روابط خارجية
- نص القرار في undocs.org